# Zdenko Kalin
Zdenko Kalin (11. dubna 1911, Solkan – 11. listopadu 1990, Lublaň) byl slovinský sochař.

## Životopis
Gymnázium a střední odbornou školu absolvoval v Lublani v roce 1928, v roce 1934 pak dokončil Akademii výtvarných umění v Záhřebu. Zpočátku byl portrétistou, později se zaměřil na plastiky. Od roku 1948 byl docentem na Akademii výtvarných umění v Lublani. Od 25. března 1976 byl mimořádným a od 24. dubna 1981 řádným členem Slovinské akademie věd (SAZU) a umění. V období května 1981 až ledna 1985 byl tajemníkem sekce umění SAZU. V roce 1959 obdržel Prešernovu cenu za plastiku na budově slovinského parlamentu v Lublani a v roce 1982 za celoživotní přínos v oblasti umělecké tvorby.
Jeho plastika Deček s piščalko (Chlapec s píšťalkou) je dnes symbolem RTV Slovenija.